# Ludwig Leopold Liebig

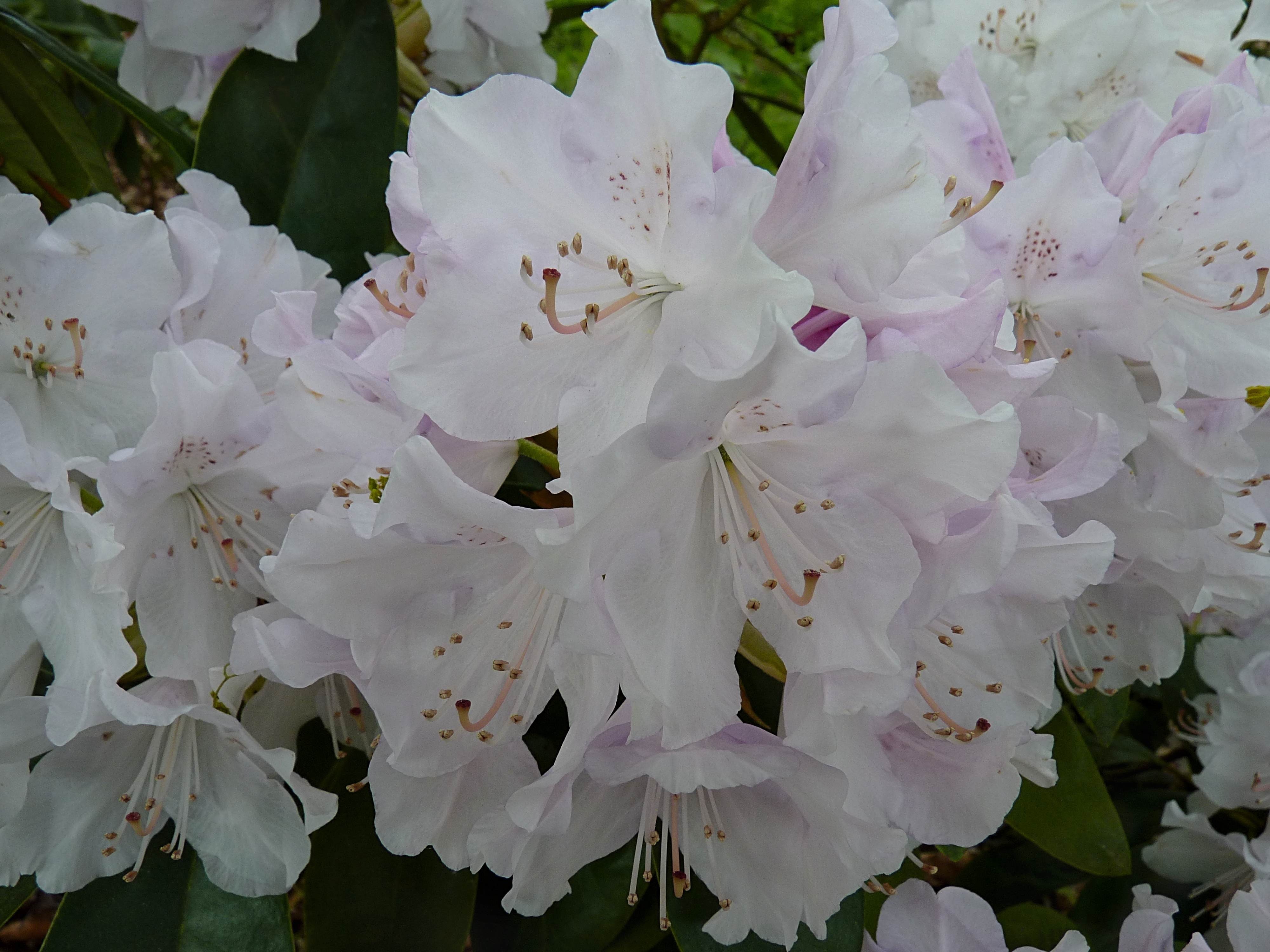
Rhododendron „Jewess“, Züchtung von Ludwig Leopold Liebig

Ludwig Leopold Liebig (* 16. Januar 1801 in Schwedt/Oder; † 20. Januar 1872 in Dresden) war ein deutscher Gärtner und Pflanzenzüchter, der vor allem für die erste deutsche Azaleenzüchtung bekannt wurde. Liebig galt neben Jacob Friedrich Seidel als „zweiter Nestor des Dresdner Gartenbaus“.

## Leben
Liebig wurde als Sohn eines städtischen Beamten geboren. Seine Lehre absolvierte er im Schlossgarten des Schlosses Schwedt. Durch den Militärdienst gelangte er nach Berlin, wo er nach seiner Dienstzeit als Gärtnergehilfe auf der Pfaueninsel arbeitete. Dort lernte er den Hofgärtner Gustav Adolph Fintelmann kennen, mit dem er mehrere Schulungsreisen, unter anderem nach Paris, München und Düsseldorf, unternahm. In Düsseldorf traf Liebig auf den Garteninspektor Weihe, der ihn als Obergärtner für die Dresdner Gärtnerei Wäber vorschlug; selbigen Posten nahm Liebig 1832 an.
Ludwig Leopold Liebig war mit Hildegard Richter, einer Schwester des Zeichners und Malers Ludwig Richter, verheiratet. Er starb an den Folgen eines Schlaganfalls.

## Gärtnerisches Wirken

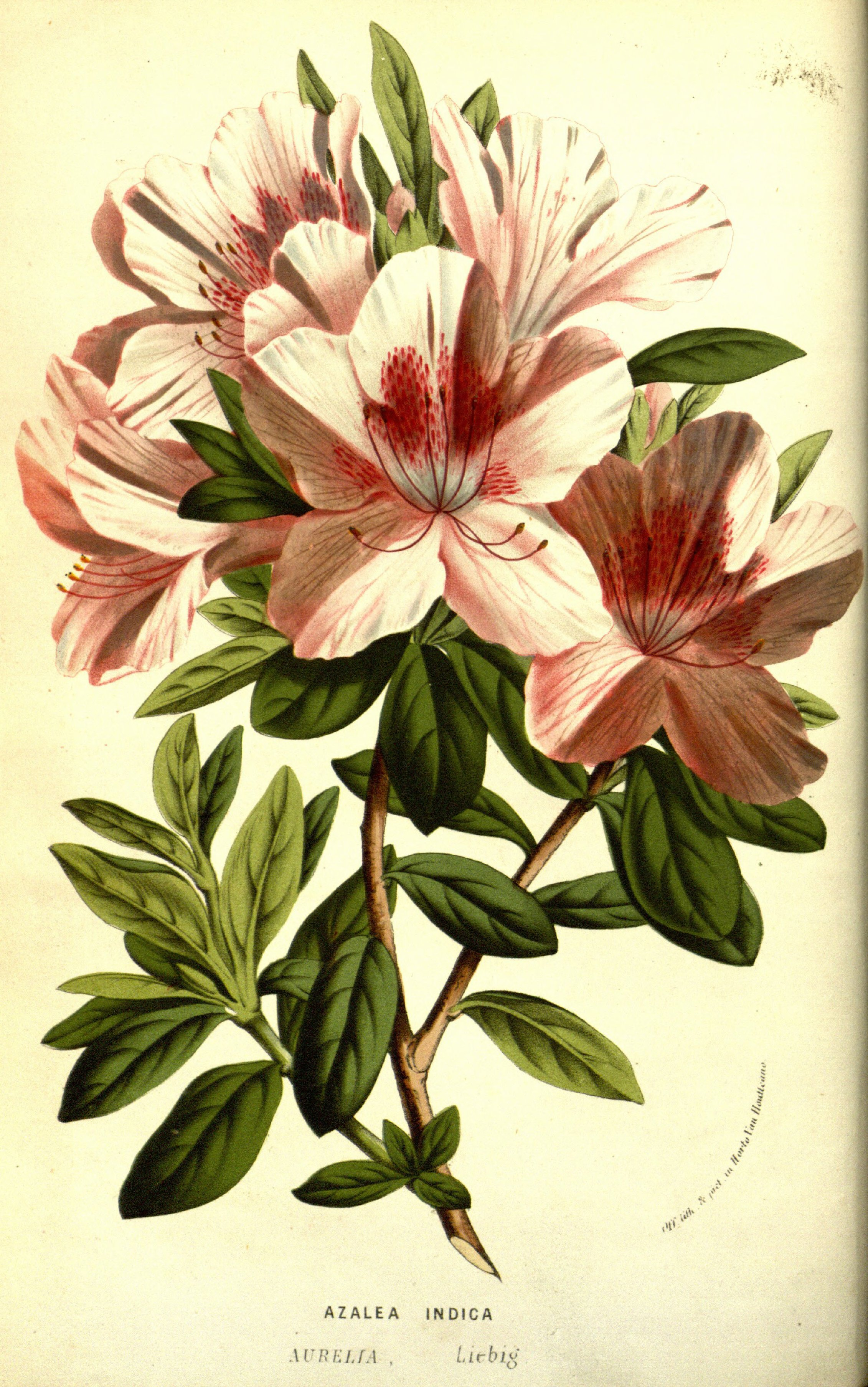
Azalee „Aurelia“

Nachdem Liebig 1832 in den Dienst der Gärtnerei Wäber getreten war, unternahm er zunächst Reisen nach Belgien, England und Schottland, auf denen er damals in Deutschland noch seltene Pflanzen, wie zum Beispiel verschiedene Rhododendronsorten, erwarb und in die Dresdner Gärtnerei überführte. In den folgenden Jahren gelang es Liebig, das Unternehmen zu wirtschaftlichem Erfolg zu führen. Nach dem Tod Wäbers erwarb Liebig 1837 die Gärtnerei samt Grundstück an der heutigen Hopfgartenstraße in der Dresdner Johannstadt von dessen Erben. Neben der Seidelschen Gärtnerei war die Gärtnerei Liebig eine der ersten deutschen Handels- und Erwerbsgärtnereien, die sich auf die Züchtung und den Verkauf von Kamelien, Azaleen und anderen Rhododendren spezialisiert hatten. Zu seinen Kunden gehörten unter anderem Angehörige des Hauses Rohan sowie der österreichische Naturforscher Carl Alexander Freiherr von Hügel.
Im Jahr 1843 züchtete Liebig als erster Gärtner in Deutschland eine eigene Azaleensorte, die Aurora; weitere Sorten folgten. Bis die Dresdner Gärtnerei von Hermann Seidel 1867 eine eigene Azaleensorte vorstellte, war die Liebigische Gärtnerei einziger deutscher Zuchtstandort für neue Azaleensorten. Liebig züchtete zahlreiche weitere Rhododendren, Kamelien und Begonien. Zu seinem Sortiment gehörten außerdem bis zu 300 verschiedene Sorten Erikas. Seine Pflanzen wurden national und international gehandelt und ausgestellt. Liebig pflanzte zudem die erste Magnolie in Dresden.
Nach Liebigs Tod übernahm sein Sohn Emil (1839–1887) die väterliche Gärtnerei und führte dessen Züchtungen und Handelsgeschäfte fort. Aufzeichnungen aus dem Jahr 1887 belegen Bestandszahlen von 300.000 Azaleenpflanzen in der Liebigschen Gärtnerei. Nach Emils Tod wurde das Unternehmen in die Niederwaldstraße nach Striesen verlegt, das damals als einer der bedeutendsten Gartenbaustandorte im deutschsprachigen Raum galt. Die Geschäfte der Gärtnerei wurden bis 1898 fortgeführt.
Die botanischen Sammlungen auf Schloss Zuschendorf in Pirna enthalten mehrere von Liebig gezüchtete Azaleensorten.